# Plebanka (dopływ Czarnej)
Plebanka – rzeka, lewy dopływ Czarnej (dopływu Pilicy koło Sulejowa) o długości 18,58 km.
Źródła rzeki znajdują się w województwie świętokrzyskim w okolicach wsi Kłucko. Plebanka płynie początkowo w kierunku północno-zachodnim i przepływa przez miejscowości: Wyrębów, Grębosze i Radoska, gdzie przepływa pod drogą wojewódzką nr 728. Następnie szerokim łukiem, od strony zachodniej, omija miejscowość Radoszyce, po czym płynie w kierunku północnym, i po minięciu miejscowości Zychy oraz Jacentów wpada do Czarnej.